# Voivodia de Miecislau
A voivodia de Miecislau (polonês: Województwo mścisławskie) foi uma unidade de divisão administrativa e governo local do Grão-Ducado da Lituânia (a partir da segunda metade do século XVI - República das Duas Nações) desde o século XV até as partições da Polônia em 1772.
Sede do governo da voivodia (wojewoda):
- Miecislau

Voivodas:
- Janusz Skumin Tyszkiewicz (1621-1626)
- Mikołaj Kiszka (1626-1636)
- Fryderyk Sapieha (agosto de 1647-1650)